# Longeville-sur-la-Laines
Longeville-sur-la-Laines är en kommun i departementet Haute-Marne i regionen Grand Est (tidigare regionen Champagne-Ardenne) i nordöstra Frankrike. Kommunen ligger i kantonen Montier-en-Der som tillhör arrondissementet Saint-Dizier. År 2018 hade Longeville-sur-la-Laines 415 invånare.

## Befolkningsutveckling
Antalet invånare i kommunen Longeville-sur-la-Laines
| Referens: INSEE |